# Zmagoslavje Galateje
Zmagoslavje Galateje je freska, ki jo je okoli leta 1512 dokončal italijanski slikar Rafael za vilo Farnesina v Rimu.
Farnesina je bila zgrajena za sienskega bankirja Agostina Chigija, enega najbogatejših ljudi tiste dobe. Družina Farnese jo je kasneje pridobila in preimenovala, manjša od bolj razkošne palače na drugi strani Tibere. Freska je mitološki prizor serije, ki krasi odprto galerijo stavbe, serije, ki ni bila nikoli dokončana in je bila navdihnjena s Stanze per la giostra pesnika Angela Poliziana. V grški mitologiji se je lepa Nereida Galateja zaljubila v kmečkega pastirja Acisa. Njen soprog, enooki velikan Polifem, je potem, ko je naletel na oba zaljubljenca, izpulil ogromen steber in ubil Acisa – Sebastiano del Piombo je izdelal fresko Polifema poleg Rafaelovega dela.
Rafael ni naslikal nobenega od glavnih dogodkov zgodbe. Izbral je prizor nimfine apoteoze (Stanze, I, 118–119). Galateja je prikazana obkrožena z drugimi morskimi bitji, katerih oblike se nekoliko zgledujejo po Michelangelu, medtem ko naj bi svetle barve in okrasje navdihnilo starorimsko slikarstvo. Na levi Triton (delno človek, delno riba) ugrabi morsko nimfo; za njimi drug Triton uporablja školjko kot trobento. Galateja se vozi s kočijo iz školjk, ki jo vlečeta dva delfina.
Medtem ko so nekateri v modelu za Galatejo videli podobo kurtizane, Imperie, ljubimke Agostina Chigija in Rafaelove skorajšnje sodobnice, je Giorgio Vasari zapisal, da Rafael ni mislil, da bi bila Galateja podobna kateri koli človeški osebi, ampak da bi predstavljala idealno lepoto. Na vprašanje, kje je našel model takšne lepote, je Rafael menda rekel, da je uporabil »določeno idejo«, ki si jo je ustvaril v mislih.
V pismu Baldassareju Castiglioneju je Rafael prek Pietra Aretina narekoval, »da bi naslikal lepoto, bi moral videti številne lepote, pod pogojem, da bi bilo vaše lordstvo z mano, da bi izbral najboljše. Toda v odsotnosti dobrih sodnikov in lepih oblik, uporabim idejo, ki mi pride na misel.«
Antonio Sgamellotti z Akademije Lincei in njegovi kolegi so analizirali kemično sestavo modrega pigmenta v morju in nebu Zmagoslavja Galateje. Sgamellotti je dejal, da so raziskovalci našli dokaze o egipčansko modri barvi, pigmentu, ki naj bi ga po padcu Rimskega cesarstva zamenjali z lapis lazuli. Rafael se je morda odločil poustvariti briljanten pigment za to upodobitev junakinje grškega mita zaradi svojega zanimanja za starodavni svet, je pojasnil Sgamellotti.

## Opis in slog
Vir upodobitve je bil Teokrit (Idile) ali Ovid (Metamorfoze), morda filtriran po Polizianu ali Apuleju (Zlati osel) [2]. Freska prikazuje apoteozo nimfe Galateje, ki jezdi kočijo v obliki pokrovače, ki jo vlečeta dva delfina in jo vodi deček Palemone, obkrožena s praznično procesijo morskih božanstev (tritonov in nereid) in nad katero bdijo trije kupidi v neba, ki bo vanjo metala zaljubljene puščice. Četrti putto, v katerega je usmerjen Galatejin čist pogled, drži snop puščic, skrit za oblakom, ki simbolizira čistost platonske ljubezni.
Kompozicija je dovršeno odmerjena, s plesnim in vrtinčastim ritmom, v katerem prevladuje vase zvita Galateja. Morda po starodavnih vzorih (kot je relief z Afroditinim zborom danes v Kapitolskih muzejih) je Rafael poustvaril mitski klasicizem z uporabo kristalnih in dragocenih, skoraj neresničnih tonov, ki izdajajo že tako poglobljeno poznavanje starorimskega slikarstva. Pompejanska rdeča Galatejina obleka izstopa na marmorni zeleni gladini morja.
Gibanje plašča, ki ga napihne veter, skupaj z gibanjem las, je povzeto s potezo bližnje Nereide, ki dvigne roko, medtem ko jo ugrabi triton. Močna telesa figur kažejo vplive Michelangela, vendar omehčane s Sanziovim občutkom za mero in sladko naravnostjo njegovih likov, med katerimi izstopajo predvsem kupidi, pa tudi sama Galateja, spokojna in graciozna.